# Косатець корсиканський
Косатець корсиканський або госпітон (Papilio hospiton) — вид метеликів родини косатцевих (Papilionidae).

## Поширення

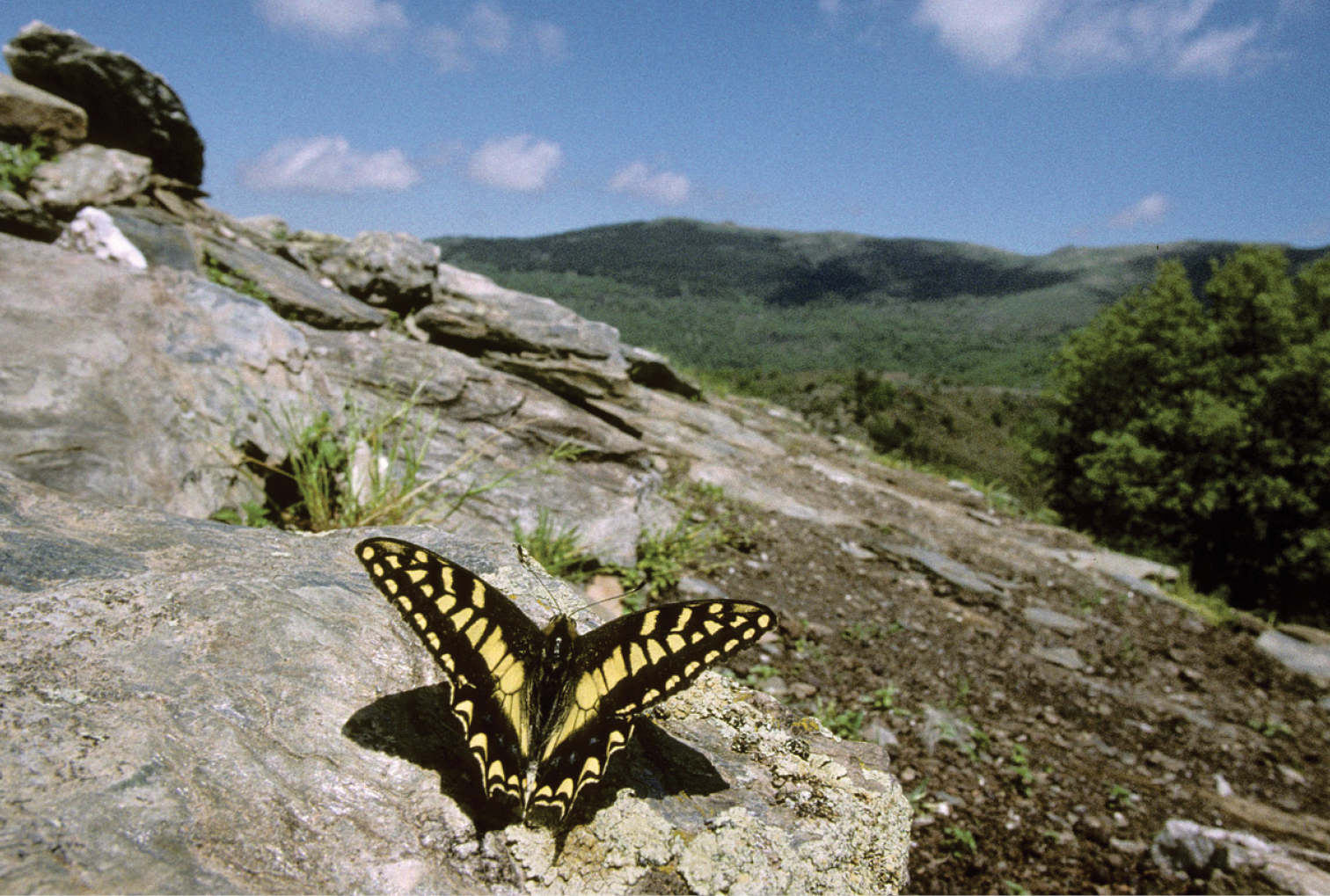
Госпітон у природному середовищі

Метелик трапляється лише на Корсиці та Сардинії на висоті від 400 до 1500 м над рівнем моря. Середовище проживання — склерофільний чагарник, сухі вапнякові луки і степи, сухі крем'янисті луки, альпійські та субальпійські луки. Мешкає на відкритих трав'янистих схилах, часто з розкиданими каменями та чагарниками, а також схилів із низькорослими чагарниками.

## Опис
Метелик середнього розміру з розмахом крил 72–76 міліметрів. Це невеликий чорно-жовтий косатець з короткими хвостиками. Він має сині та червоні позначки. Статі однакові.

## Спосіб життя
Метелики літають з травня по серпень. Розвивається в двох покоління за рік. Гусениці живляться листям Ferula communis, Ruta corsica, Peucedanum paniculatum, Foeniculum vulgare і Oenanthe.

## Охорона
Papilio hospiton охороняється в Європі і занесений до Додатку ІІ Бернської конвенції (охоронна категорія: вид підлягає особливій охороні), а також до Директиви Європейського Союзу 92/43/ЄС «Про збереження природних оселищ та видів природної фауни і флори» (Додаток ІІ. Види рослин і тварин, що становлять особливий інтерес для Європейського Союзу, збереження яких потребує створення територій особливої охорони).